# Gaëtan Perrin
Gaëtan Perrin (Lyon, 7 de junho de 1996) é um futebolista francês que atua como ponta-direita. Atualmente, é jogador do Krasnodar.

## Carreira

### Lyon
Gaëtan Perrin começou a carreira no Lyon. Fez sua estreia pela Ligue 1 em 14 de Fevereiro de 2016, contra o Caen, substituindo Alexandre Lacazette aos 88 minutos de partida. O jogo foi vitória do Lyon por 4-1. Em 19 de março de 2016, ele marcou seu primeiro gol profissionalmente contra o Nantes. A partida saiu com vitória do Lyon por 2-0.

### US Orléans
Em 9 de janeiro de 2017, foi anunciado que Perrin se juntaria ao US Orléans da Ligue 2 por empréstimo até o final da temporada. Nove dias depois, no entanto, o empréstimo foi invalidado pela decisão da Direction Nationale du Contrôle de Gestion (Direção Nacional de Controle de Gestão) de proibir o empréstimo pelo Orléans. O clube posteriormente vendeu Jean-Eudes Aholou e apelou da proibição. Perrin finalmente se juntou ao Orléans por um empréstimo de uma temporada em 21 de junho de 2017. Em janeiro de 2018, o empréstimo se tornou permanente quando Perrin assinou um contrato de três anos e meio.

### Auxerre
Depois de fazer uma boa temporada pelo Orléans, em 26 de maio de 2021, Perrin foi contratado pelo Auxerre por 3 temporadas.
Com boas participações pelo Auxerre, em 4 de agosto de 2023, Perrin estendeu seu contrato até 2026.

## Títulos

#### Auxerre
- Ligue 2: 2023-24